# Федоров Іван Васильович
Іван Васильович Федоров (1920—2000) — військовий льотчик, учасник Німецько-радянської війни, командир ескадрильї у складі 1-ї повітряної армії СРСР. Генерал-майор авіації, Герой Радянського Союзу.

## Біографія
Народився 21 вересня 1920 року у селі Дуб'є нині Кімрського району Тверської області у сім'ї селянина. Член КПРС із 1943 року. Закінчив 7 класів та аероклуб. Навчався у Московському фізкультурному технікумі. Працював учителем у школі.
В Червоній армії з 1940 року. Закінчив 1-у Качинську Червонопрапорну військову авіаційну школу пілотів імені О. Ф. М'ясникова в 1941 році. Служив на Далекому Сході у 307-му винищувальному авіаційному полку. Літав на І-153, потім на І-16. Після численних рапортів про відправлення на фронт та інциденту з втратою комсомольського квитка переведений у грудні 1942 року в 812-й винищувальний авіаційний полк. Пройшовши перепідготовку на аеродромі Багай-Баранівка (Саратовська область) на винищувач Як-1, полк у середині квітня 1943 року вилетів на фронт.
20 квітня 1943 року старший сержант Федоров відкрив бойовий рахунок, збивши над «Малою землею» Мессерштідт Bf 109.
26 квітня 1943 року після того, як Федоров збив Bf-109, він прилаштувався до ведучого та розслабився. Bf-109, що раптово зайшов у хвіст, атакував Як-1 Федорова. Кулеметна черга влучила в його літак, двигун зупинився, кілька куль влучили в кабіну, розбивши приладову дошку та поранивши льотчика. Практично нічого не бачачи від осколка, що потрапив у око, і втрачаючи висоту, льотчик із залитим кров'ю обличчям став знижуватися. Незабаром Як-1, не випускаючи шасі, сів у плавні у районі станиці Слов'янська. Увечері, підібраний на У-2 штурманом 3-го винищувального авіаційного корпусу Кононовим, Федоров був уже у шпиталі. Під час операції уламок з ока був витягнутий, і через 12 днів Федоров втік зі шпиталю в полк відразу після того, як лікарі переконалися, що око вдалося зберегти.
10 травня 1943 року льотчик 2-ї авіаескадрильї 812-го винищувального івіаційного полку старшина Федоров вилетів на винищувачі Як-1Б (бортовий номер 100) у складі шістки в район станиці Абінської Краснодарського краю. Виручаючи товаришів, вступив у бій одразу з шістьма винищувачами Bf-109. Йому вдалося зайти у хвіст одному «месершмітту» та довгою чергою підбити його. Потім збив другого. Але в цей час його атакував третій ворожий винищувач. Федоров ухилився від атаки та опинився біля самого хвоста ще одного «месершміту». Він натиснув на гашетки, але патрони швидко скінчилися. В цей час його знову атакував супротивник, і він майстерно ухилився від атаки. Але супротивник продовжував атакувати. Один «месершмітт» змінював іншого. Незабаром німці зрозуміли, що Федорову нема чим стріляти, і почали діяти активніше. Поки одна пара атакувала, друга чекала на свою чергу. Незабаром літак Федорова спалахнув, а сам він був поранений. Тоді він направив свій винищувач навперейми парі, яка знаходилася у віражі. Один із німецьких літаків спробував відвернути, переходячи з лівого віражу в правий, і через це на якийсь момент Bf-109 завмер на місці. Цим скористувався Федоров, лівим крилом свого винищувача завдавши удару по кабіні «месершміта». Обидва літаки почали падати. У момент удару Федоров, обірвавши ремені та пробивши закрите скло кабіни, був викинутий з літака та приземлився на парашуті в розташуванні медсанбату. За цю битву був нагороджений орденом Великої Вітчизняної війни 2 ступеня.
Всього на Кубані знищив 6 ворожих літаків (4 Bf-109, Ju-87 та Fw-189), за що нагороджений орденом Червоного Прапора.
Восени 1943 року воював на Як-9Т у небі України. Літав на «вільне полювання», збив ще 8 літаків ворога.
Пізніше виконував розвідувальні польоти на Як-9Д, Як-9Р (іноді по 2-3 на день).
У 1944 році звільняв Крим, потім воював у небі Білорусії.
До серпня 1944 року здійснив 285 бойових вильотів, у 62 повітряних боях збив особисто 24 літаки супротивника і 9 знищив на аеродромах.
16 серпня 1944 року в ході розвідувального польоту на території Литви, в районі аеродрому Немокшти, після пошкодження літака виявився один проти 12 Fw-190. Прикривши відхід веденого, Федоров відвів літаки супротивника за собою. Противник намагався посадити Як-9Р, але, підбивши один «Фокке-вульф», Федоров зумів вирватися і повернувся неушкодженим на свій аеродром.
У ході Білоруської операції брав участь у військових випробуваннях модифікації літака Як-9 із великокаліберною авіаційною гарматою НС-45 (Як-9К).
Командир ескадрильї 812-го винищувального авіаційного полку 265-ї винищувальної авіаційної дивізії 3-го винищувального авіаційного корпусу 1-ї повітряної армії старший лейтенант Федоров 26 жовтня 1944 року Указом Президії Верховної Ради СРСР нагороджений званням Герой Радянського Союзу (медаль «Золота Зірка» № 4506).
Наприкінці війни капітан Федоров воював на винищувачі Як-3. Звільняв Польщу, брав участь у Берлінській наступальній операції. Останню свою перемогу здобув у ніч на 21 квітня 1945, збивши Fw-190D над переправою через Одер.
Усього за час війни здійснив 416 бойових вильотів (з них 180 на розвідку і 84 на штурмування), у 106 повітряних боях збив особисто 36 (1 тараном) і в групі 1 літак противника, ще 9 літаків знищив на аеродромах.
Брав участь в операціях та битвах:
- Повітряна битва на Кубані;
- Донбаська операція;
- Мелітопольська операція;
- Нікопольсько-Криворізька наступальна операція;
- Кримська операція;
- Білоруська операція «Багратіон»;
- Вільнюська фронтова наступальна операція;
- Каунаська наступальна операція;
- Варшавсько-Познанська наступальна операція;
- Східно-Померанська операція;
- Берлінська наступальна операція.

Після війни служив у військах ППО. У 1952 році закінчив Червонопрапорну Військово-повітряну академію.
З 1978 року генерал-майор авіації Федоров — у запасі. Жив у місті Черкаси. Очолював Черкаський обком ДТСААФ.
Помер 28 липня 2000 року.

## Пілотовані літаки
- По-2
- Ут-2
- І-153
- І-16
- Як-1
- Як-1Б
- Як-7 (Як-7, Як-7Б)
- Як-9 (Як-9Р, Як-9Д, Як-9Т, Як-9К)
- Як-3

## Нагороди
- Медаль «Золота Зірка» Героя Радянського Союзу;
- орден Богдана Хмельницького ІІІ ступеня (5.05.1999)[3];
- орден Леніна;
- п'ять орденів Червоного Прапора;
- орден Олександра Невського;
- орден Вітчизняної війни 1 ступеня;
- орден Вітчизняної війни 2 ступеня;
- два ордени Червоної Зірки;
- орден «За службу Батьківщині у Збройних Силах СРСР» 3 ступеня;
- медалі;
- звання «Почесний громадянин Мелітополя» (1993).

## Твори
- В небе оставили след / Лит. запись С. П. Костяного. — К.: Политиздат Украины, 1990.